# ألان وايز
ألان وايز (24 فبراير 1979 - ) (بالإنجليزية: Allan Wise)‏ هو لاعب كريكت أسترالي.

## وصلات خارجية
- ألان وايز على موقع إي آس بي آن كريك إنفو (الإنجليزية)